# Avanti Europa
Avanti Europa fu l'organo ufficiale dell'Istituto Fernando Santi, creato dal Partito Socialista Italiano in memoria dell'onorevole Fernando Santi per occuparsi dei problemi degli emigranti. 
Dal 1968 al 1993, la rivista, edita a Parigi e con sottotitolo "Mensile dell'Emigrazione Italiana", riscosse un notevole successo ed ebbe notevole diffusione nel mondo dell'emigrazione italiana in Europa. Tramite la rivista erano denunciate le situazioni di abuso e di abbandono in cui vivevano le comunità italiane, il loro bisogno di integrazione e di mantenimento dei legami culturali con la madrepatria. Allo stesso collaboravano vari dirigenti del PSI e dell'Istituto Fernando Santi all'estero, tra cui, in Belgio e in Gran Bretagna ricordiamo Mario Bellisario. 
Particolarmente utile si rivelò l'opera della rivista per spingere il Sistema Scolastico Italiano all'estero ad organizzare eventi culturali e promuovere accordi con i sistemi scolastici dei vari paesi europei. Molto attivo in tale opera fu il già citato Mario Bellisario, collaboratore della rivista e Dirigente scolastico prima in Belgio, presso il Supreme Headquarters Allied Powers Europe (SHAPE) e poi in Gran Bretagna, presso la Direzione Didattica Italiana di Nottingham.
I numeri della rivista sono stati oggetto di vari studi e tesi di laurea, sia in Italia, sia all'estero.